# العين السخنة
العين السخنة هي منتجع سياحي واستثماري وصناعي على ساحل خليج السويس في البحر الأحمر وتتبع محافظة السويس في مصر، وتبعد 55 كيلومترا عن مدينة السويس وهي من أقرب منتجعات البحر الأحمر إلى القاهرة حيث تبعد عنها حوالي 88 كم من خلال طريق القاهرة - العين السخنة، ويتم حاليًا إنشاء مشروع قطار العين السخنة - مطروح السريع لربط العين السخنة بالعديد من المدن الأخرى.

## السياحة
سميت بالعين السخنة لكثرة العيون الكبريتية الساخنة بها والتي تستخدم للاستشفاء. وبها شواطئ غير صخرية ذات رمال بيضاء، كما أنها تعتبر مصيفا طوال أشهر السنة صيفا وشتاء، ويوجد بها عدة مناطق وقرى سياحية تحوي فنادق وشاليهات ويعد فندق العين السخنة الذي أُنشئ في أوائل الستينيات أقدمها على الإطلاق، وقربها من القاهرة - حيث تبعد عنها بمسافة حوالي 140 كيلومترا تقريبا - جعلها مصيفا مفضّلا للمصريين خصوصا لرحلة اليوم الواحد، وإن كانت نسبة السياح الأجانب بها هي الغالبة، ويتم بمنطقة العين السخنة إنشاء عدة مشاريع سياحية لجذب الأعداد المتزايدة من السياح المصريين والأجانب.
عثرت البعثة الفرنسية للآثار بالعين السخنة في 8 فبراير 2006 م. على كنز أثري يرجع لفترة الدولتين الحديثة والوسطي في مصر يرجع عمره لأكثر من أربعة آلاف عام خلت وذلك بمنطقة جبل الجلالة كما اكتشفت بعثة ألمانية مشابهة تمثالا ضخما للملك أمنحوتب الثالث.
عقد بها في 29 نوفمبر 2007 م. مؤتمر حول مصر والتغيرات المناخية، نظمه مركز حابي للحقوق البيئية.

## استثمار صناعي
يوجد بمنطقة العين السخنة حقول للبترول والغاز ومشاريع للتكرير وإسالة الغاز، إضافة لميناء السخنة البحري والذي تبلغ مساحته 22.3 كيلومتر مربع والذي من المتوقع أن يستوعب مليوني حاوية مكافئة سنويا والذي استحوذت عليه شركة موانئ دبي العالمية  ويوجد قرب الميناء مصفاة كبيرة لتكرير السكر والوقود النباتي ومصنع لإنتاج الأمونيا.

## جبل الجلالة
جبل الجلالة امتداد وتحديث لمدينة العين السخنة حيث تم بناء مدينة على قمة الجبل وجامعات ومستشفيات وفنادق ويوجد طريق منحدر أسفل الجبل يصل بمدينة العين السخنة وتلفريك سريع يصل للشاطئ.

## معرض صور

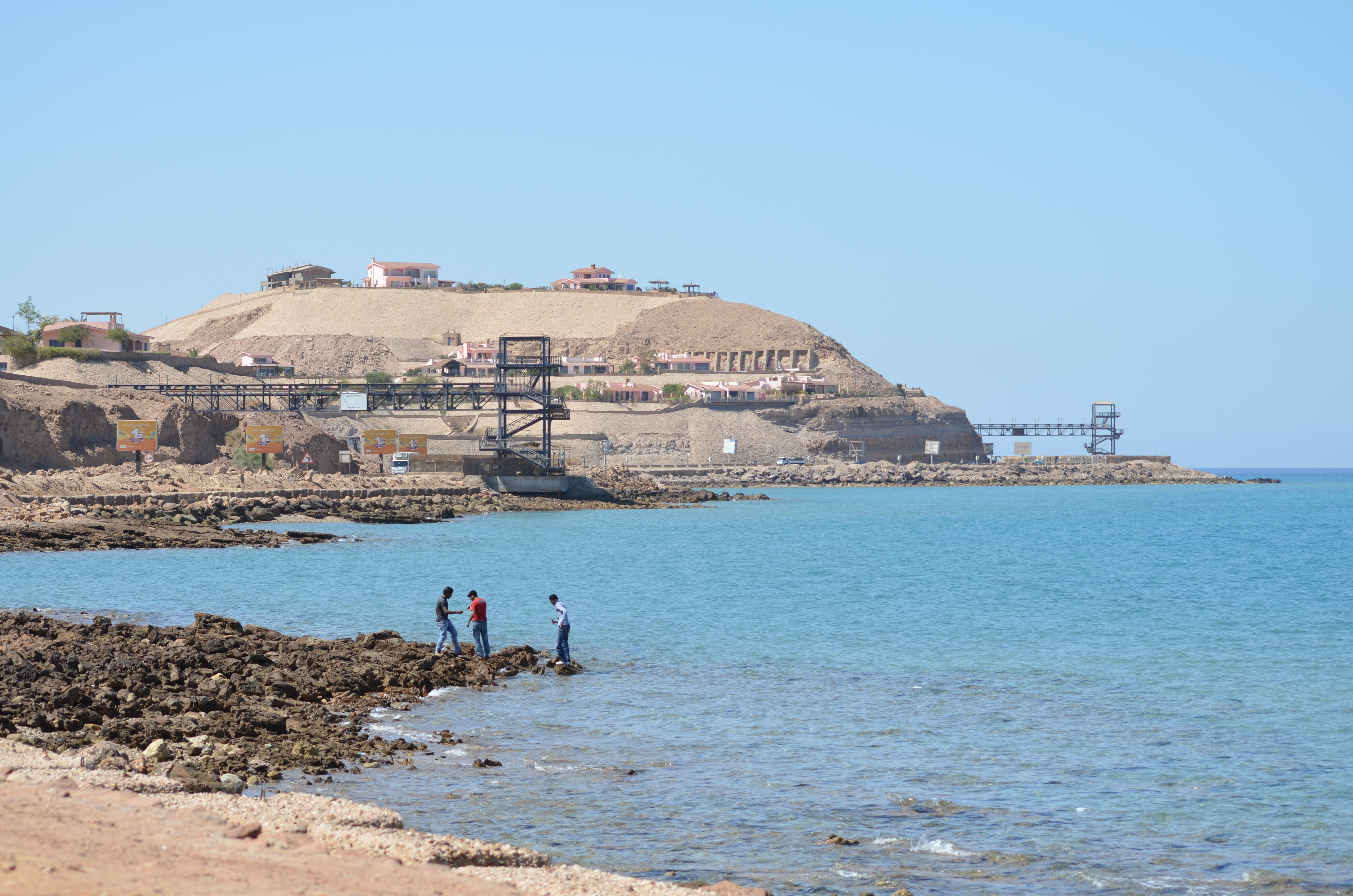
منظر لساحل العين السخنة
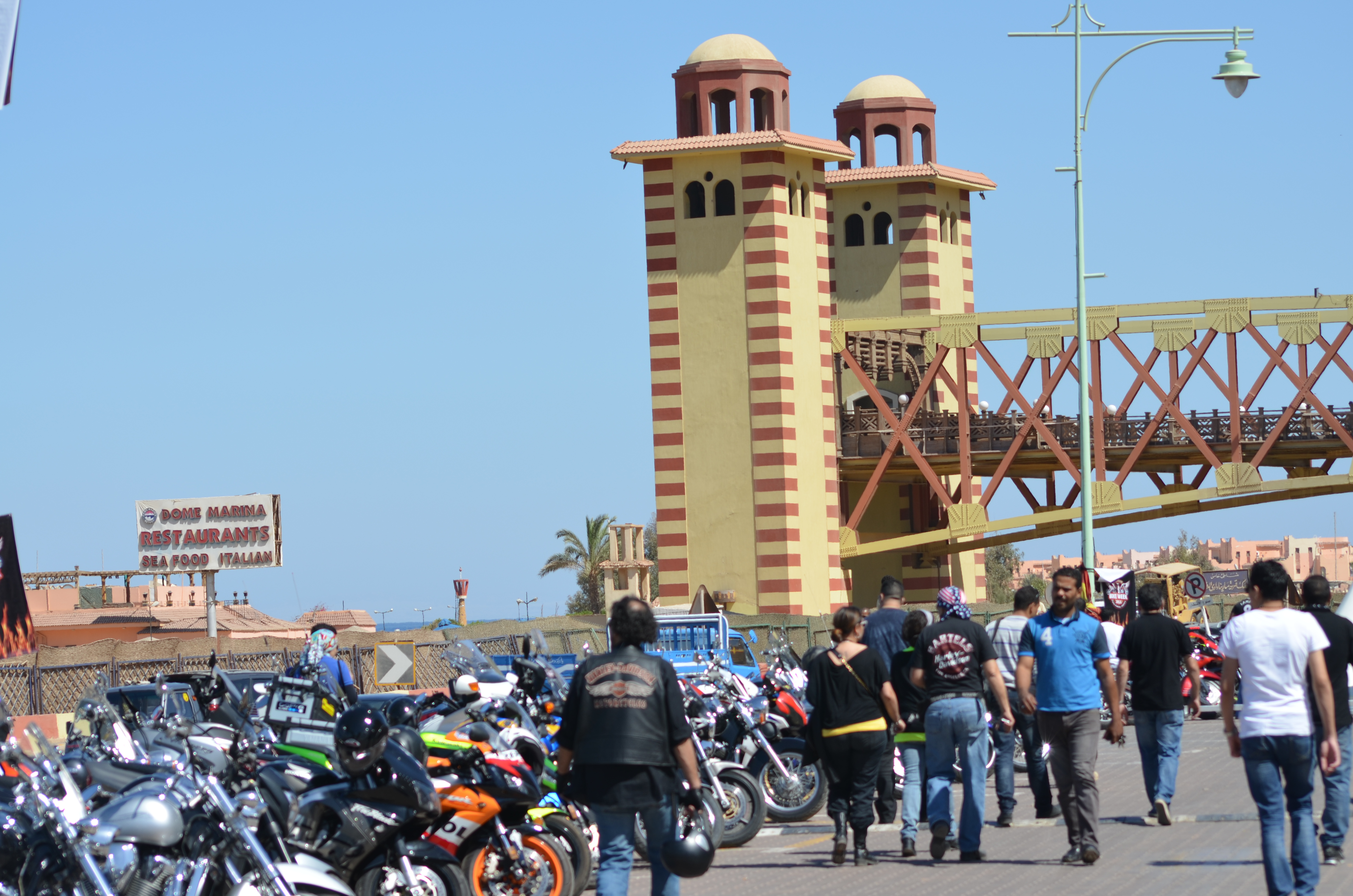
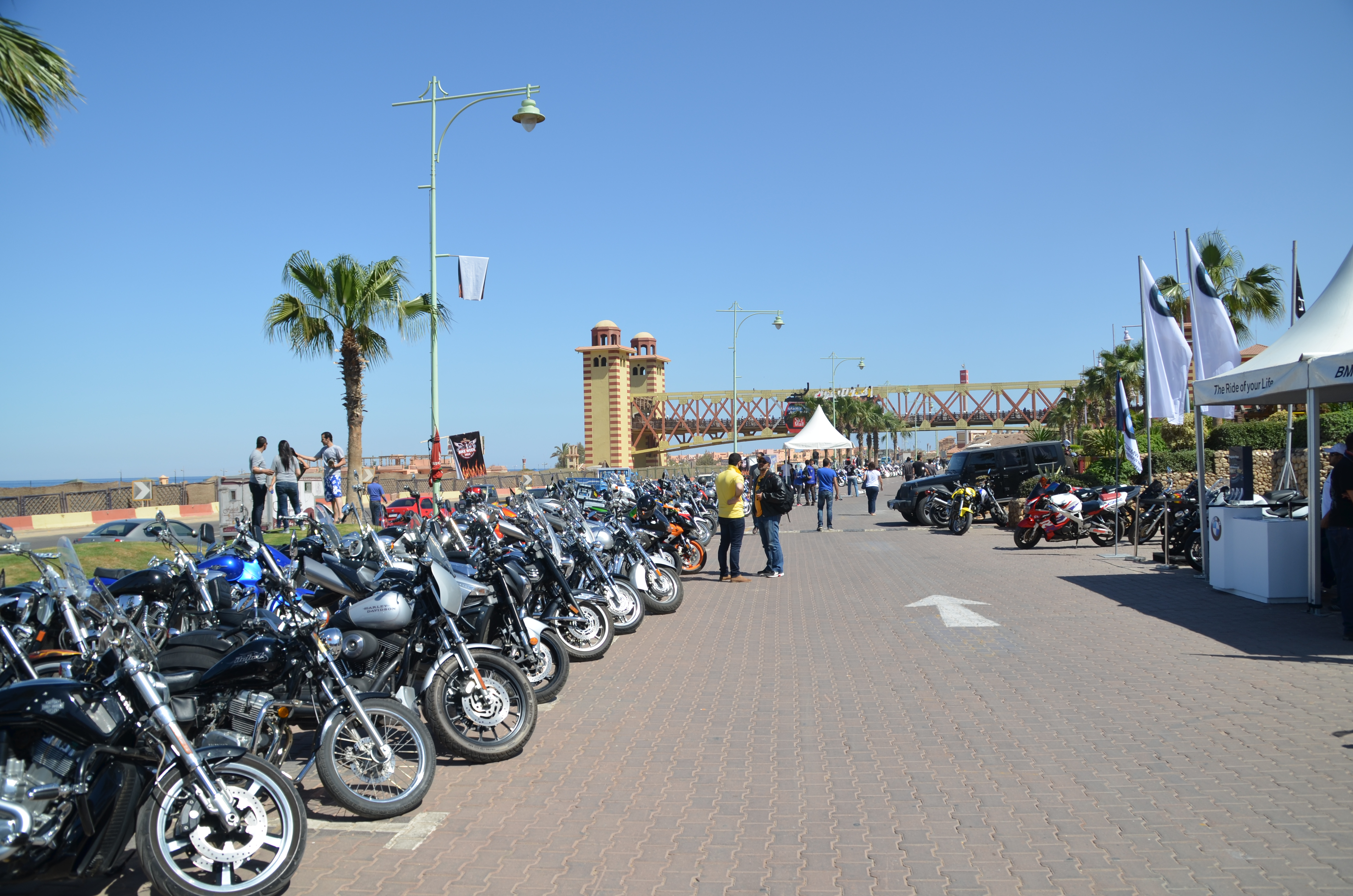
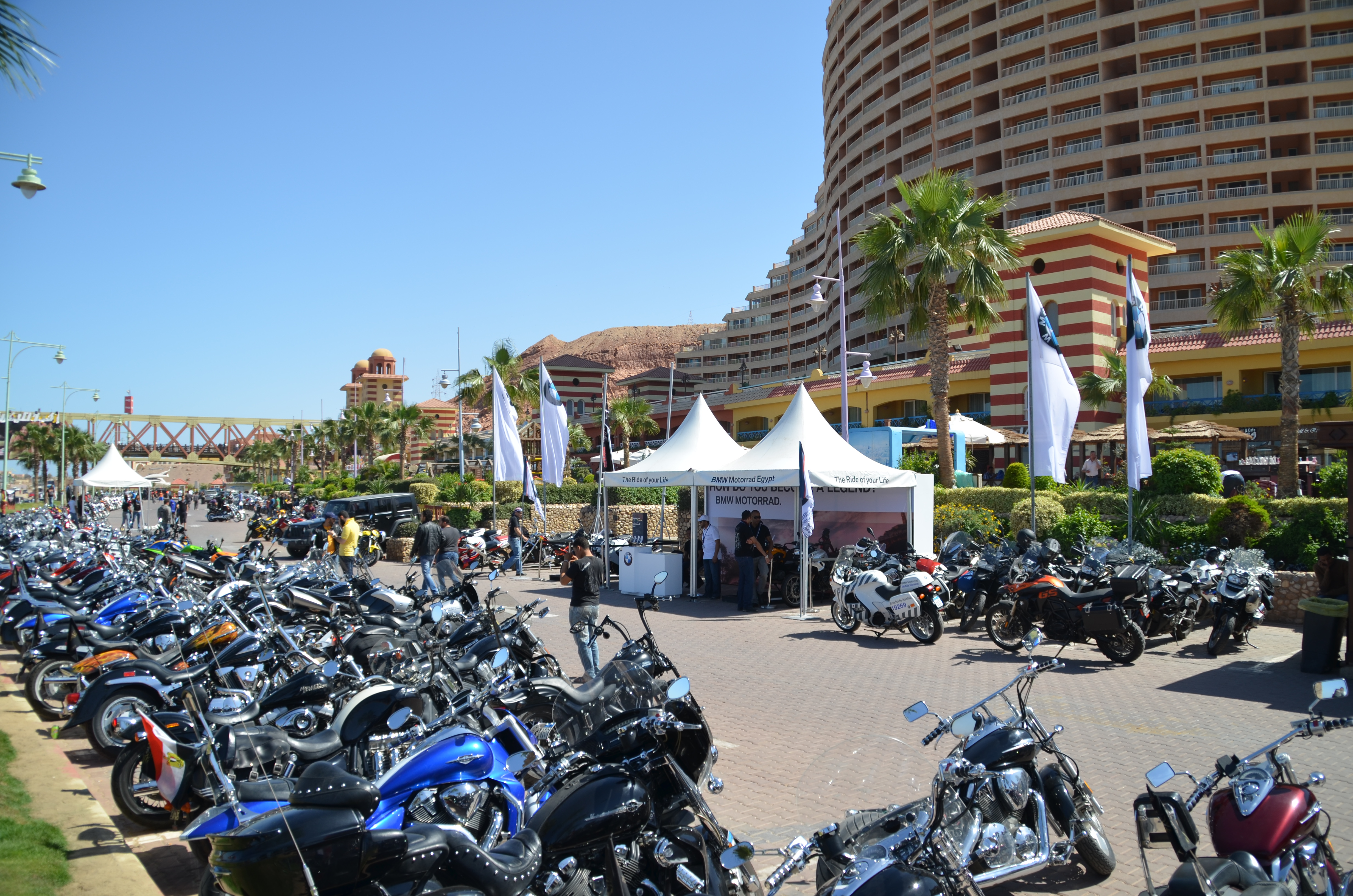
بورتو السخنة
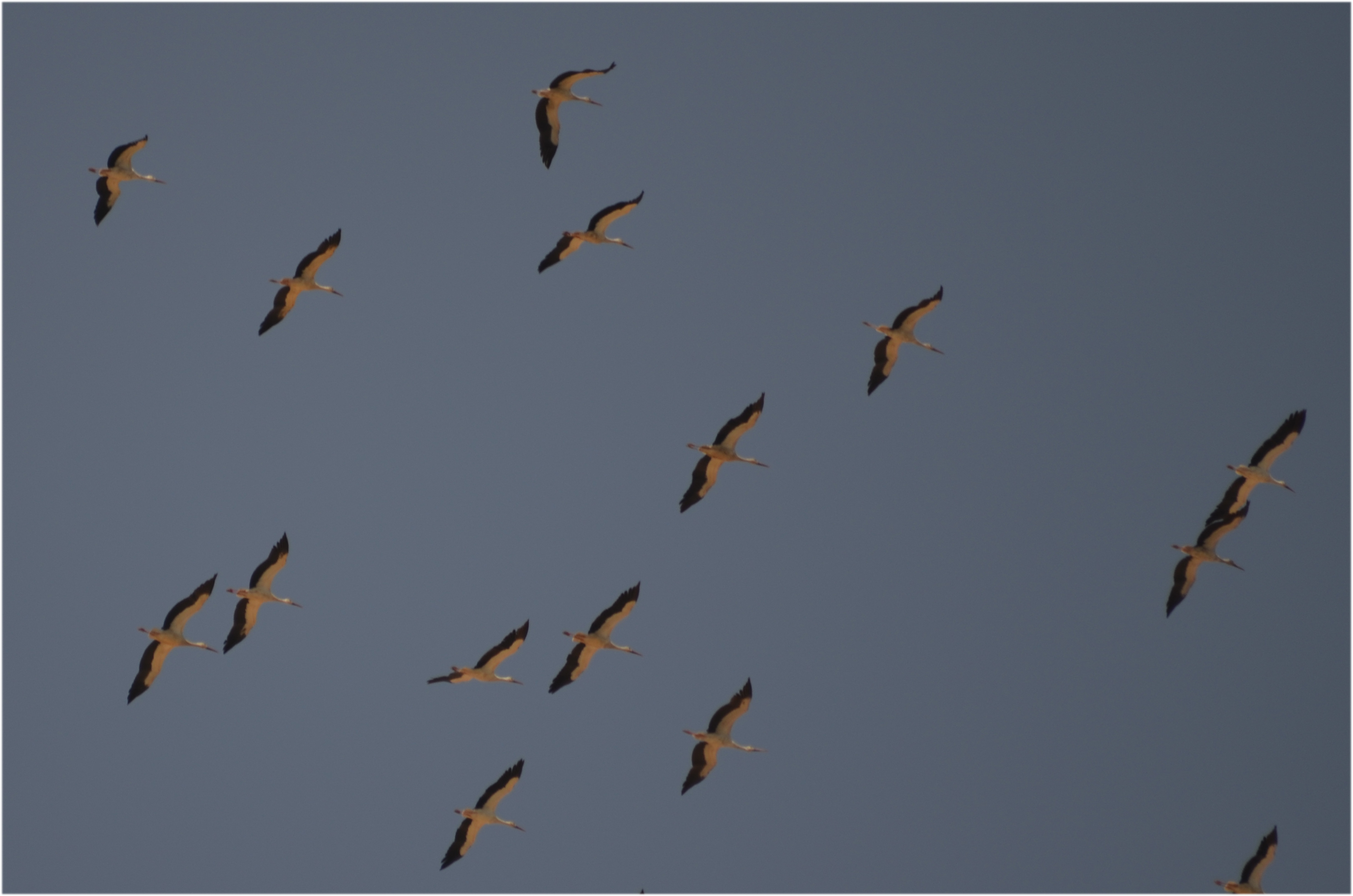
هجرة طائر اللقلق الأبيض فوق العين السخنة
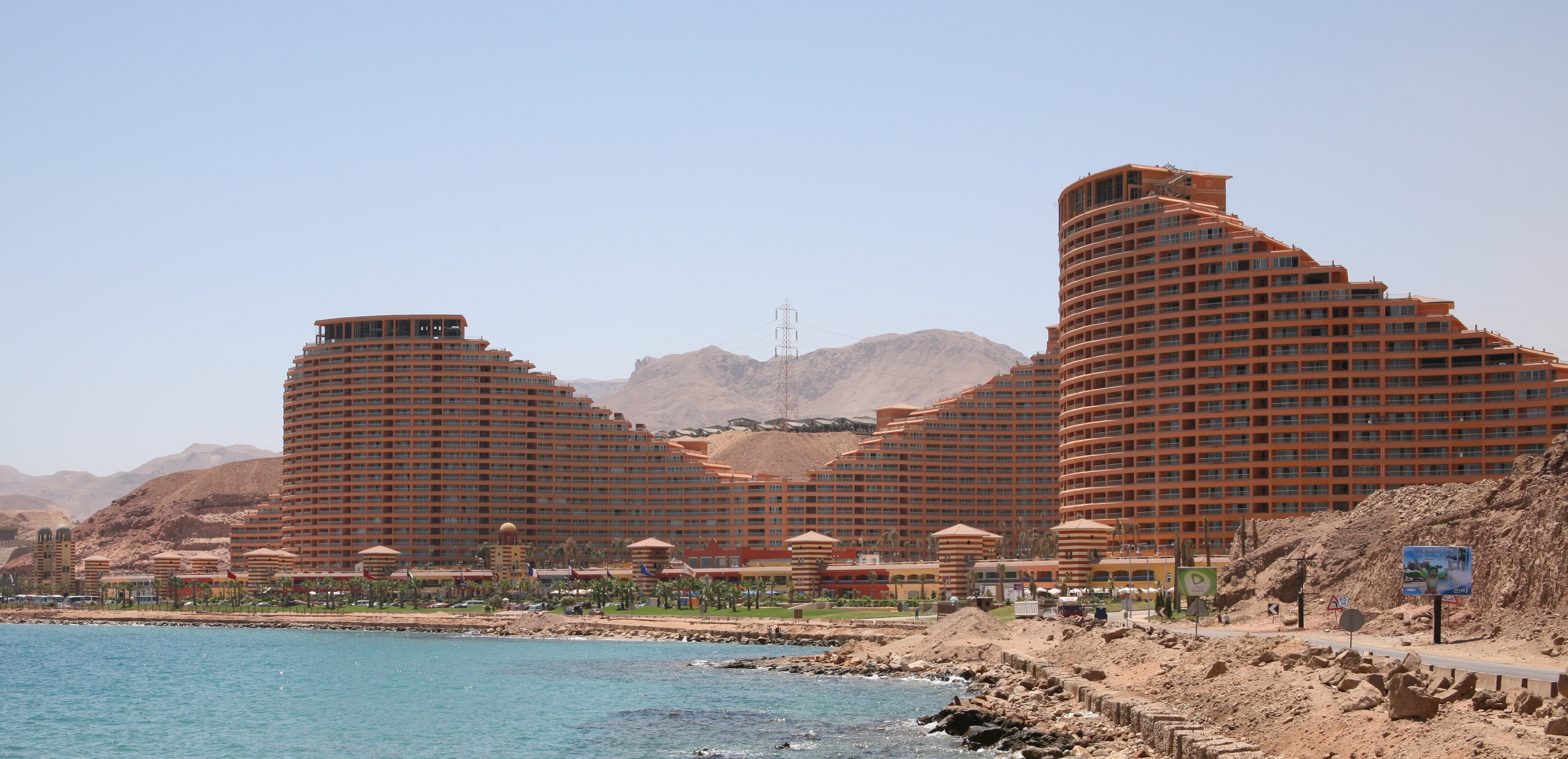
بورتو سخنة
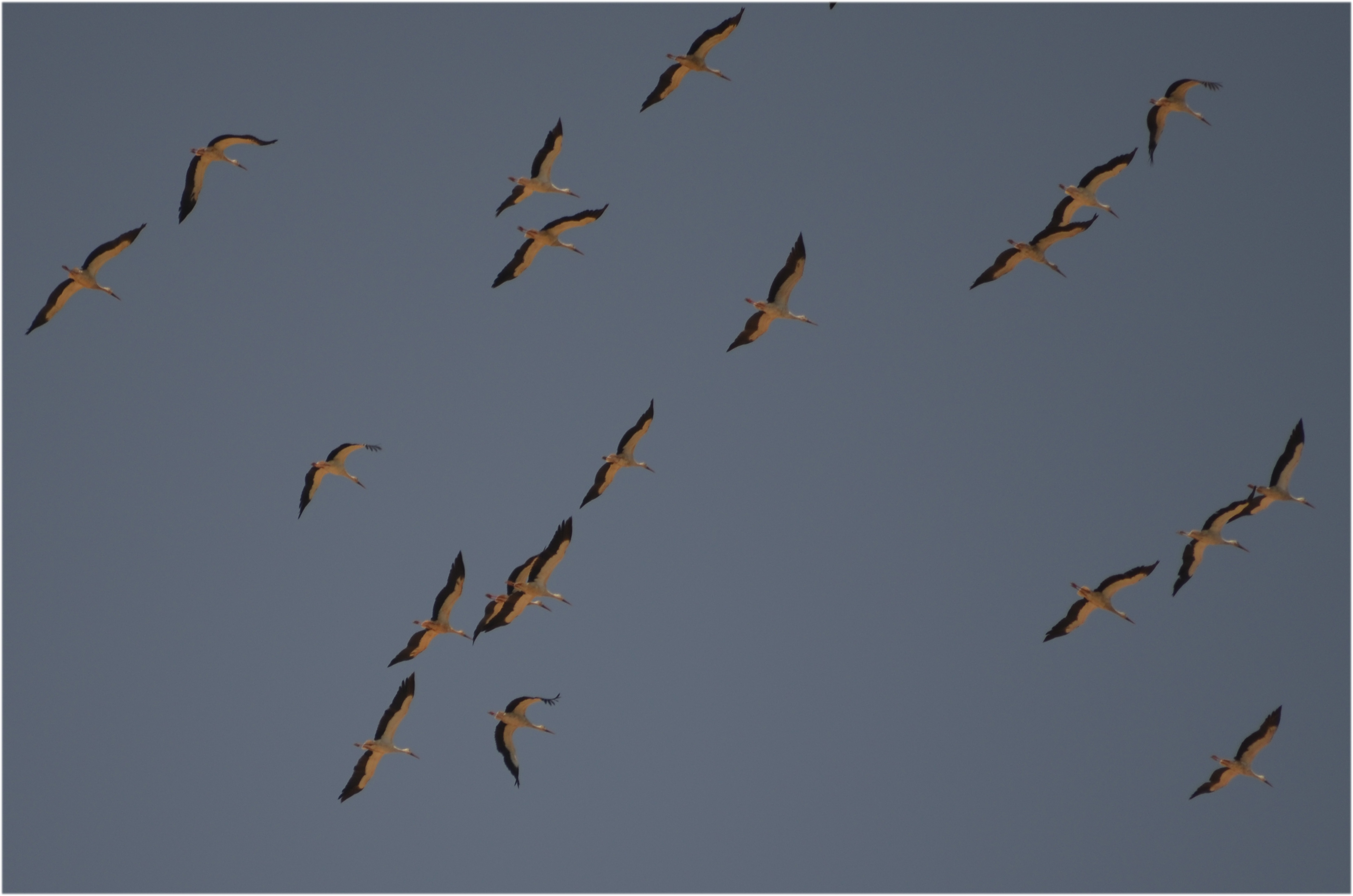
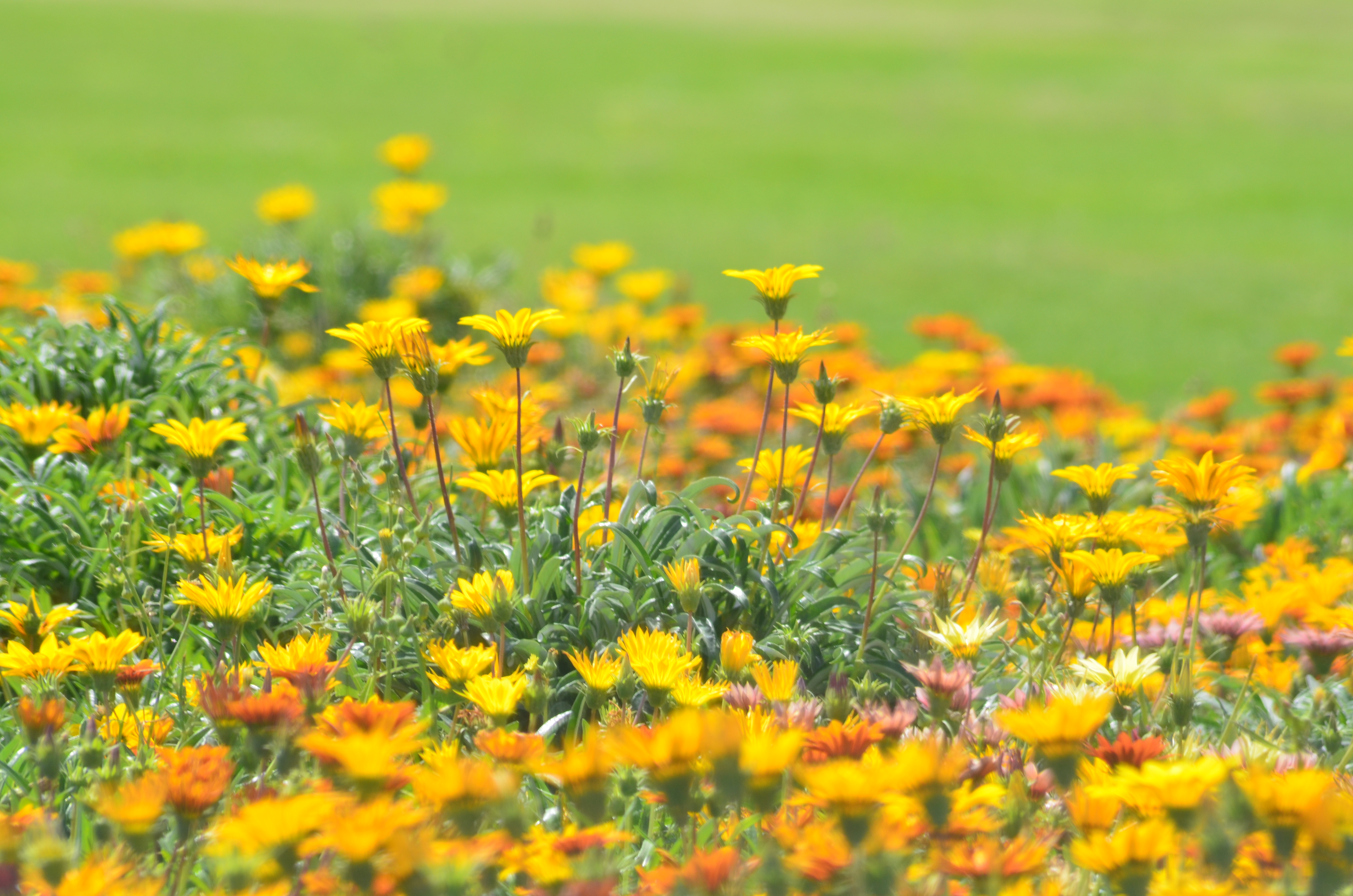
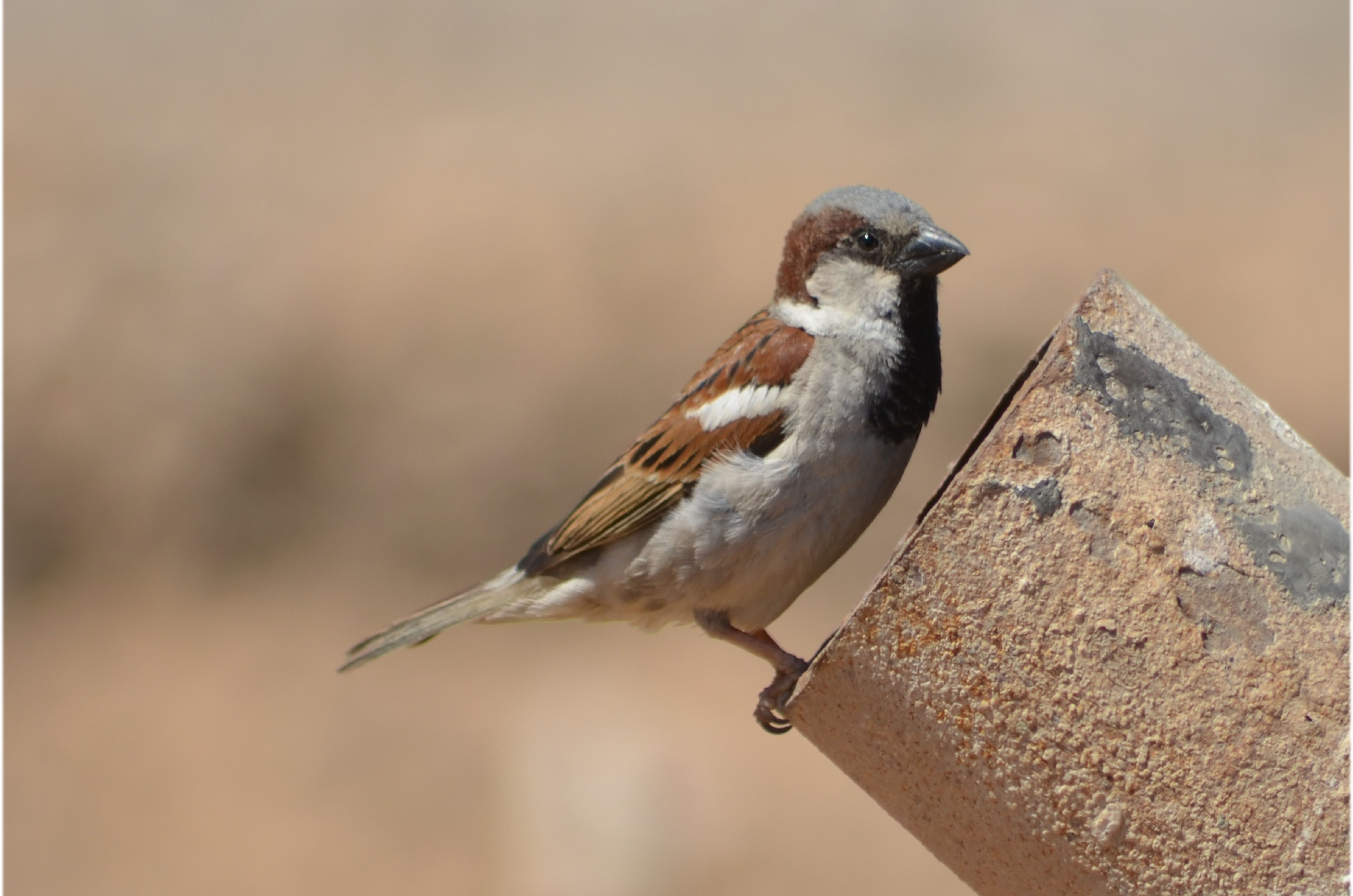
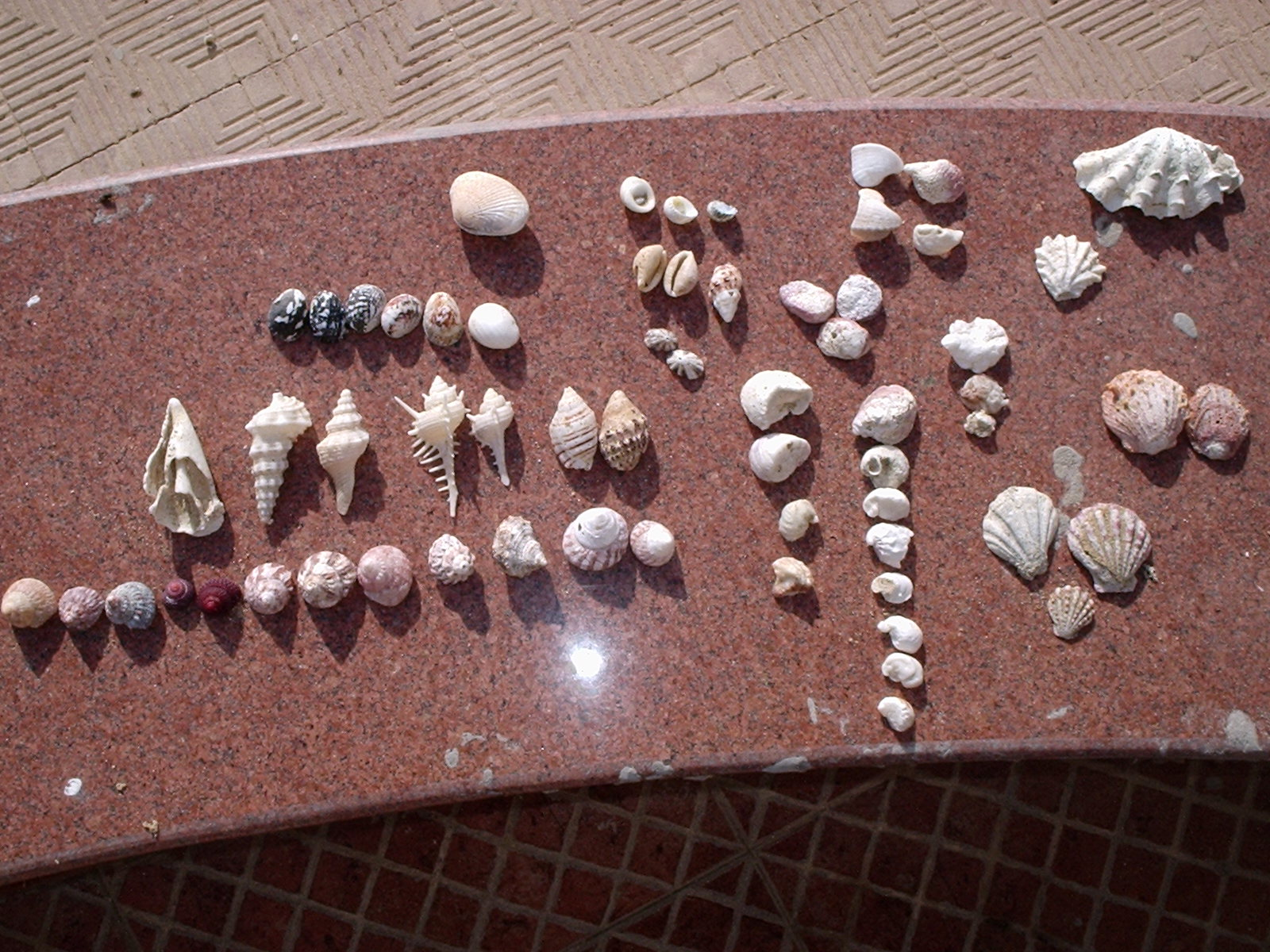
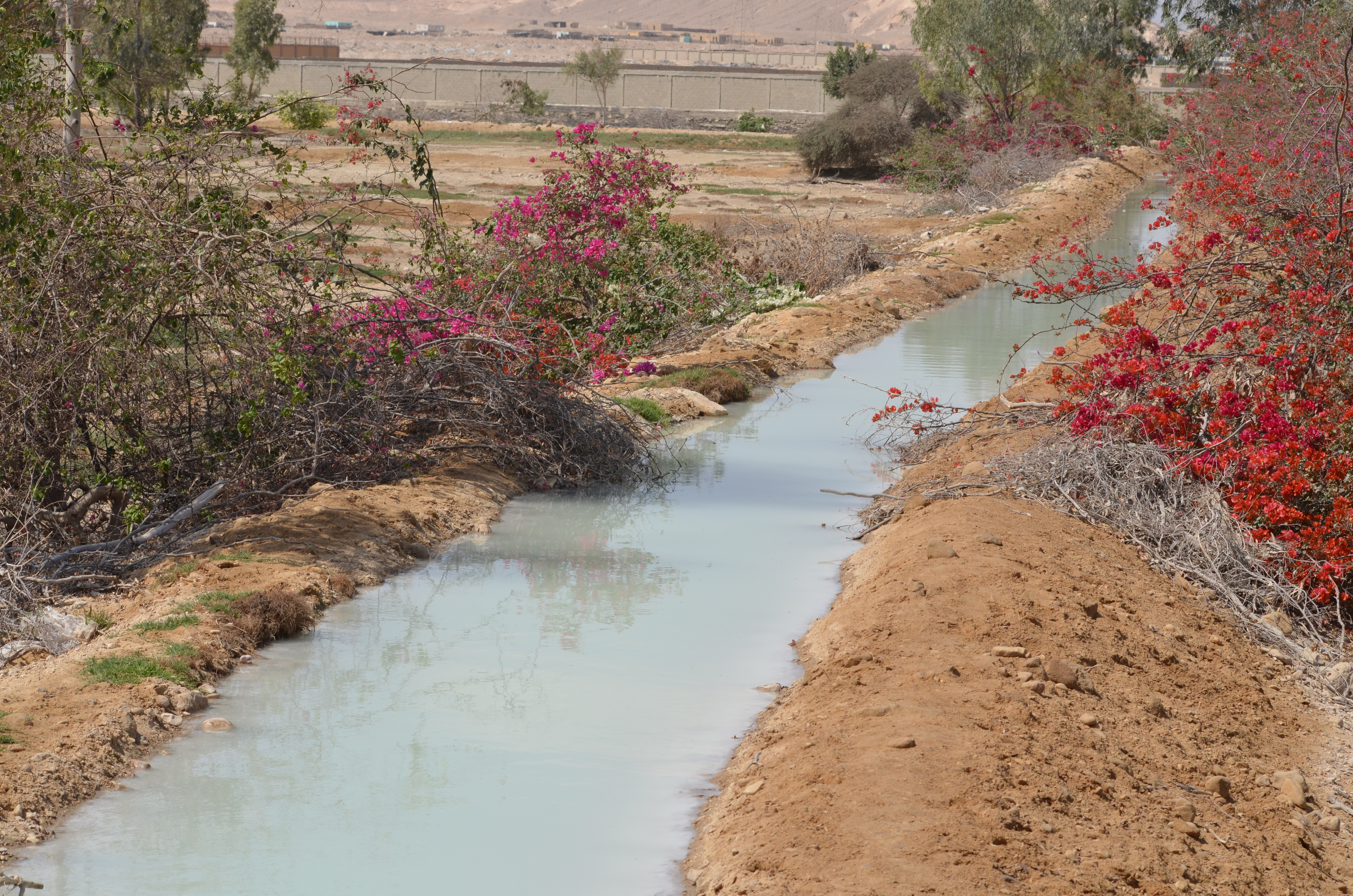
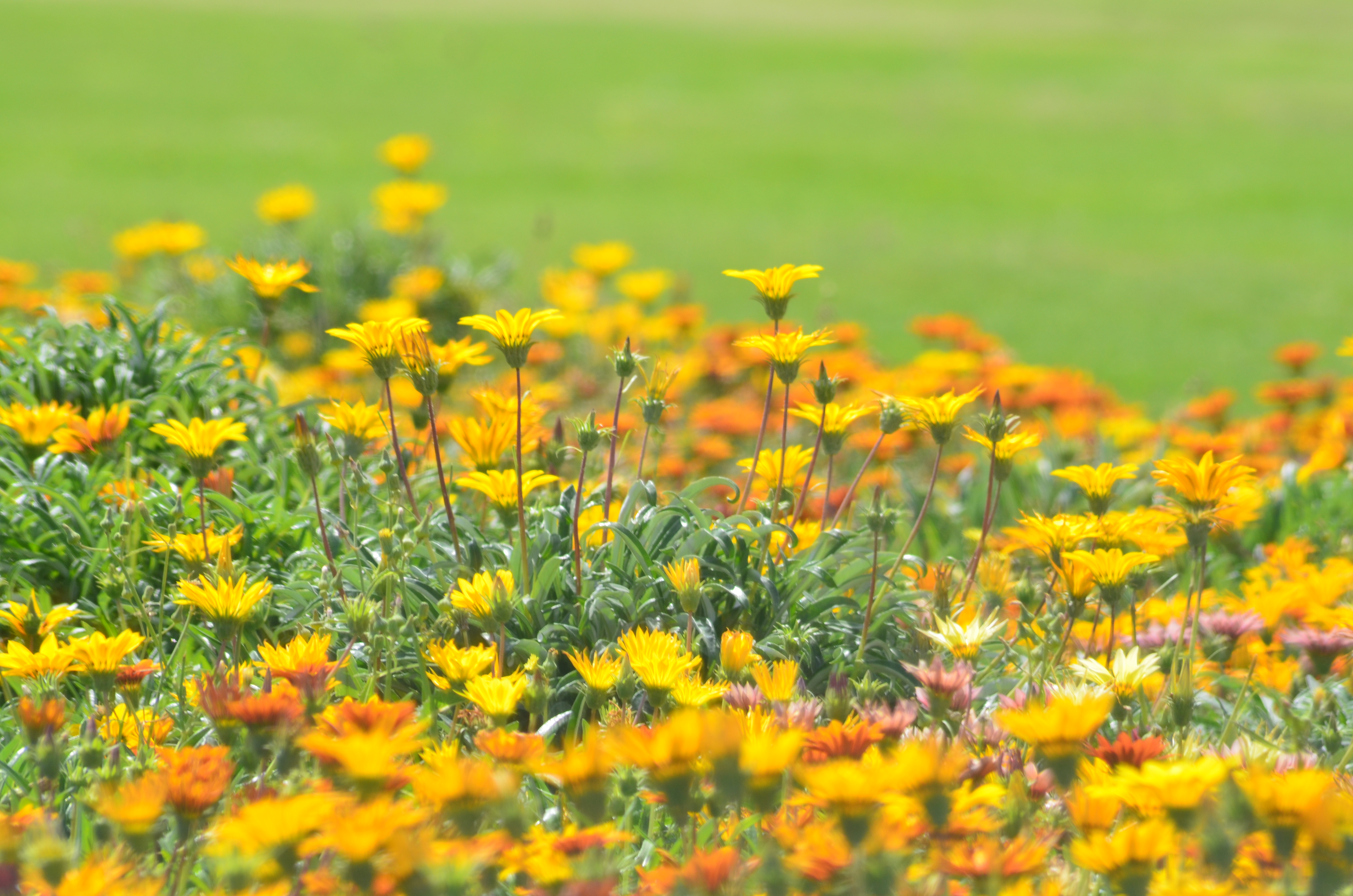
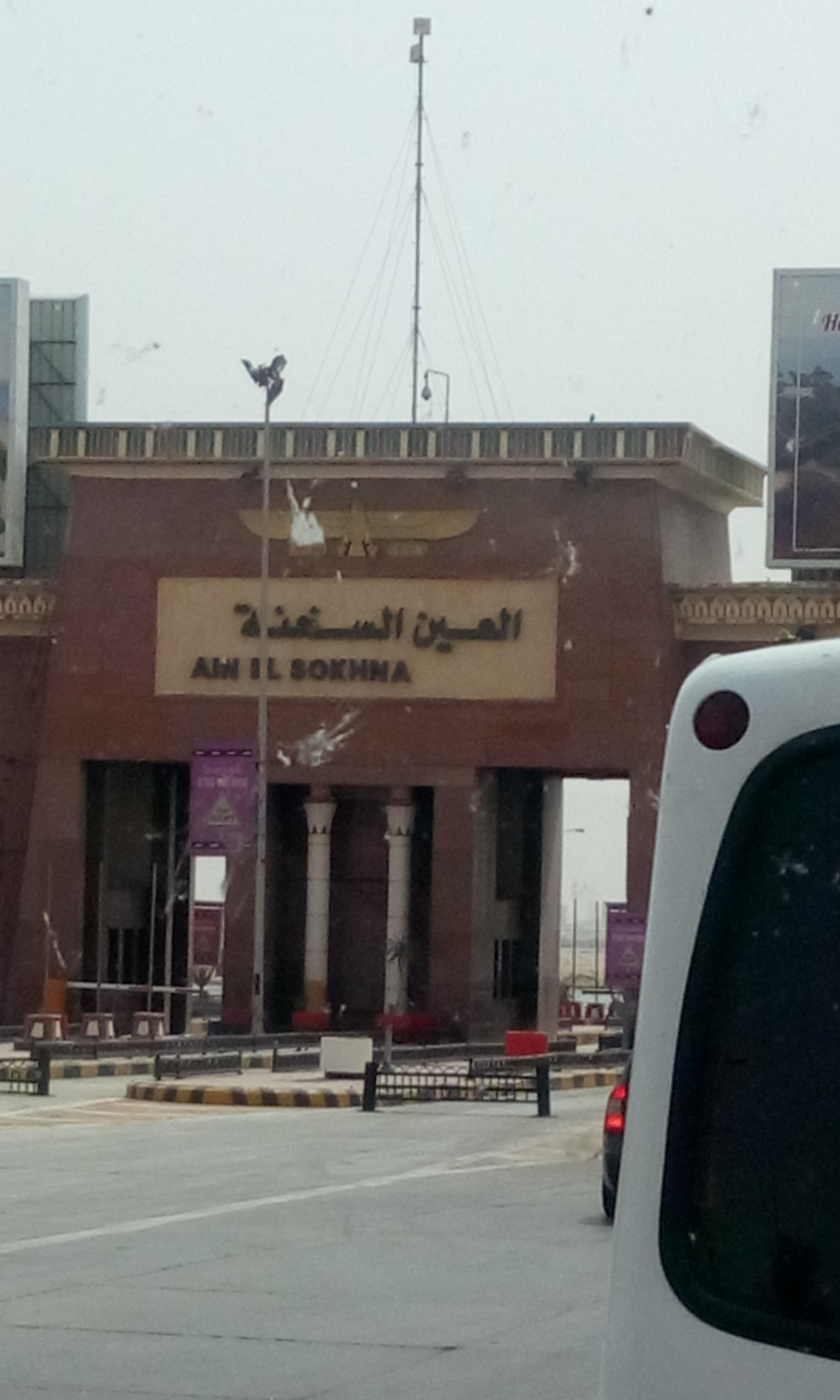